# 6 Heures de Spa 2018
Navigation
Édition précédente Édition suivante
Les 6 Heures de Spa 2018 (officiellement appelé les Total 6 Heures de Spa-Francorchamps 2018), sont la 38e édition de l'épreuve et la 1re manche du calendrier du Championnat du monde d'endurance FIA 2018-2019, elles se déroulent du 3 mai 2018 au 5 mai 2018. Le calendrier du championnat a la particularité d'accueillir deux éditions des 6 Heures de Spa, les éditions de 2018 et de 2019.
La course est remportée comme l'année passée par l'équipe Toyota Gazoo Racing avec la Toyota no 8 et pilotée par Sébastien Buemi, Kazuki Nakajima et Fernando Alonso. Cette édition est marquée par trois accidents survenus dans le raidillon de l'Eau Rouge, le premier impliquant Pietro Fittipaldi qui a dû être opéré par la suite.

## Contexte avant la course

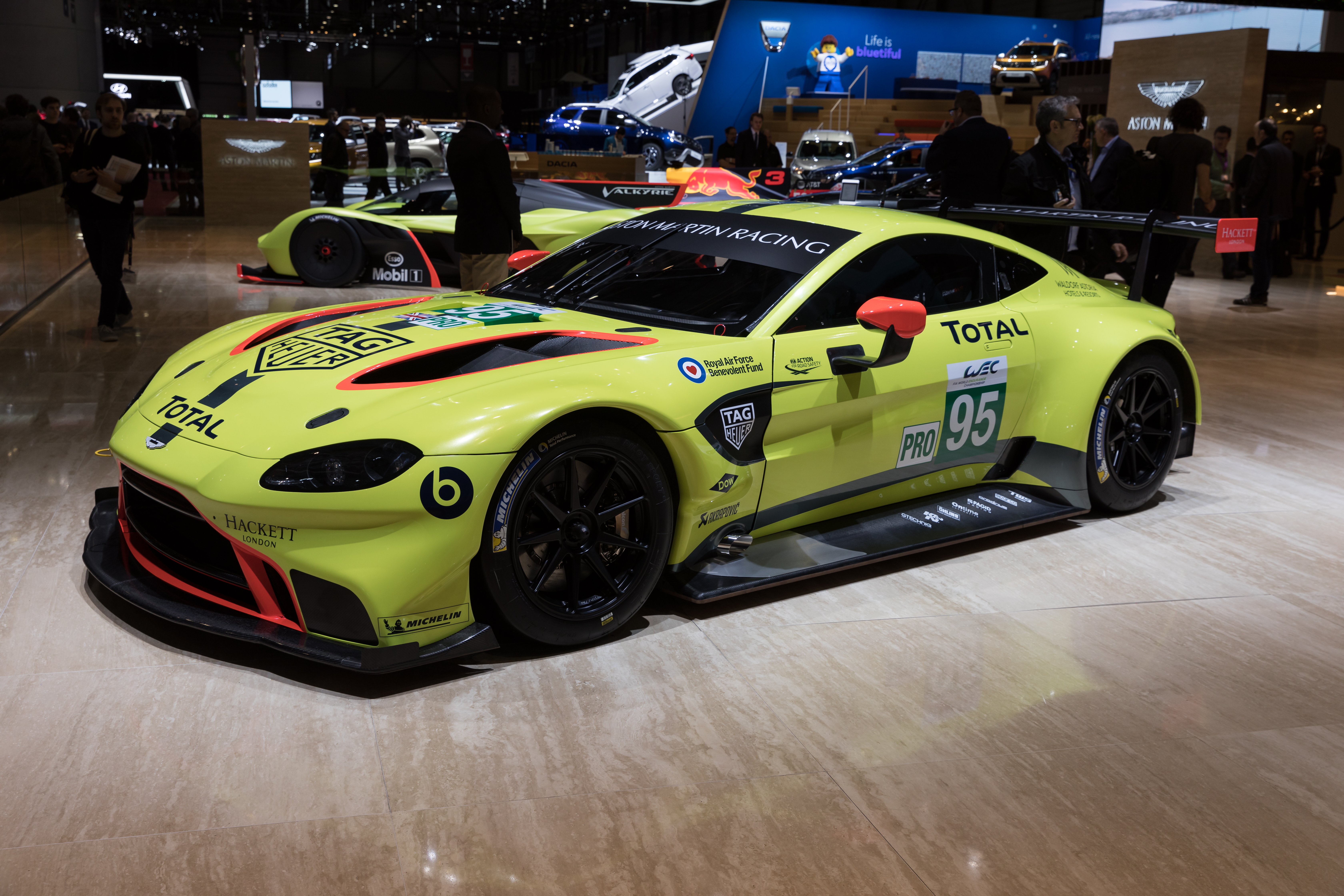
la nouvelle Aston Martin Vantage GTE 2018

Les 6 Heures de Spa-Francorchamps 2018, la première des deux courses à Spa de la super saison 2018/1919 ont marqué le début d'une nouvelle ère dans la catégorie LMP1, dans laquelle, à la suite du départ de Porsche et de modifications de règlement, huit nouveaux concurrents LMP1 privés affronteront les Toyota TS050 officielles du Toyota Gazoo Racing. Pour la catégorie LMP2, bien que le nombre de concurrents soient plus faible que la saison 2017, celle-ci a été plus riche avec l'apparition d'une Ligier JS P217 et d'une Dallara P217. La compétition s'est également jouée au niveau des pneus avec l'apparition de Michelin dans la catégorie. En plus des nouvelles voitures en catégorie LMP1 et LMP2, la BMW M8 GTE, la Ferrari 488 GTE EVO et l'Aston Martin Vantage GTE 2018 feront également leurs débuts en compétition en GTE Pro.

## Engagés
37 voitures ont pris part aux 6 heures de Spa-Francorchamps 2018. Au plateau du Championnat du monde d'endurance FIA 2018-2019, l'Oreca 07 no 26 du G-Drive Racing, participant au championnat European Le Mans Series 2018, a également pris part à la course afin de préparer les 24 Heures du Mans, portant ainsi à 8 le nombre d’engagés de la catégorie LMP2.
Du fait que la première manche du DTM, se déroulant à Hockenheim, et que les 6 Heures de Spa se sont déroulées durant le même week-end, les pilotes Augusto Farfus et Philipp Eng n'ont pas participé pas aux 6 Heures de Spa. Loic Duval a rejoint le circuit ardennais à la fin de l'épreuve DTM pour boucler la course de 6 heures en compagnie de ses coéquipiers.

## Circuit

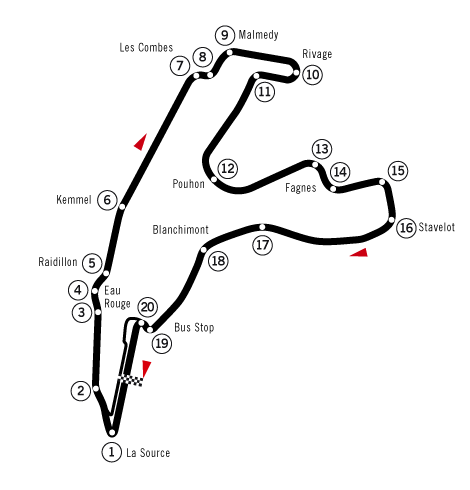
Le Circuit de Spa-Francorchamps, cadre des 6 Heures de Spa 2018.

Les 6 Heures de Spa 2018 se déroulent sur le Circuit de Spa-Francorchamps en Belgique, surnommé Le toboggan des Ardennes, en raison de son important dénivelé et de la présence de nombreuses courbes rapides. Certains de ses virages sont célèbres, comme l'Eau Rouge, Pouhon ou encore Blanchimont. Il est également caractérisé par de longues pleines charges, dues au fait que le tracé mesure plus de 7 km. Ce circuit est célèbre car il accueille la Formule 1 et qu'il est très ancré dans la compétition automobile.

## Essais libres

### Première séance, le jeudi de 11 h 20 à 12 h 20
| Pos. | Classe    | N° | Équipe                    | Temps                        | Tours |
| ---- | --------- | -- | ------------------------- | ---------------------------- | ----- |
| 1    | LMP1      | 8  | Toyota Gazoo Racing       | 1 min 58 s 392 (au 17e tour) | 35    |
| 2    | LMP1      | 7  | Toyota Gazoo Racing       | 1 min 58 s 629 (au 11e tour) | 36    |
| 3    | LMP1      | 3  | Rebellion Racing          | 1 min 58 s 849 (au 23e tour) | 32    |
| 8    | LMP2      | 31 | DragonSpeed               | 2 min 03 s 494 (au 5e tour)  | 30    |
| 10   | LMP2      | 36 | Signatech Alpine Matmut   | 2 min 04 s 134 (au 4e tour)  | 23    |
| 11   | LMP2      | 26 | G-Drive Racing            | 2 min 04 s 198 (au 7e tour)  | 20    |
| 17   | LMGTE Pro | 67 | Ford Chip Ganassi Team UK | 2 min 15 s 014 (au 6e tour)  | 30    |
| 18   | LMGTE Pro | 66 | Ford Chip Ganassi Team UK | 2 min 15 s 273 (au 24e tour) | 30    |
| 19   | LMGTE Pro | 91 | Porsche GT Team           | 2 min 15 s 631 (au 26e tour) | 29    |
| 22   | LMGTE Am  | 88 | Dempsey-Proton Racing     | 2 min 16 s 601 (au 9e tour)  | 32    |
| 25   | LMGTE Am  | 86 | Gulf Racing UK            | 2 min 17 s 552 (au 28e tour) | 30    |
| 28   | LMGTE Am  | 77 | Dempsey-Proton Racing     | 2 min 18 s 006 (au 6e tour)  | 27    |

### Seconde séance, le jeudi de 16 h 25 à 17 h 55
| Pos. | Classe    | N° | Équipe                    | Temps                        | Tours |
| ---- | --------- | -- | ------------------------- | ---------------------------- | ----- |
| 1    | LMP1      | 8  | Toyota Gazoo Racing       | 1 min 56 s 172 (au 5e tour)  | 29    |
| 2    | LMP1      | 7  | Toyota Gazoo Racing       | 1 min 56 s 815 (au 12e tour) | 33    |
| 3    | LMP1      | 10 | DragonSpeed               | 1 min 58 s 835 (au 17e tour) | 34    |
| 9    | LMP2      | 31 | DragonSpeed               | 2 min 02 s 991 (au 9e tour)  | 31    |
| 10   | LMP2      | 37 | Jackie Chan DC Racing     | 2 min 03 s 306 (au 9e tour)  | 28    |
| 11   | LMP2      | 26 | G-Drive Racing            | 2 min 03 s 594 (au 15e tour) | 28    |
| 17   | LMGTE Pro | 66 | Ford Chip Ganassi Team UK | 2 min 13 s 733 (au 12e tour) | 16    |
| 18   | LMGTE Pro | 91 | Porsche GT Team           | 2 min 14 s 647 (au 9e tour)  | 31    |
| 19   | LMGTE Pro | 67 | Ford Chip Ganassi Team UK | 2 min 14 s 706 (au 10e tour) | 29    |
| 24   | LMGTE Am  | 86 | Gulf Racing UK            | 2 min 16 s 113 (au 24e tour) | 26    |
| 26   | LMGTE Am  | 77 | Dempsey-Proton Racing     | 2 min 16 s 434 (au 10e tour) | 28    |
| 28   | LMGTE Am  | 98 | Aston Martin Racing       | 2 min 16 s 790 (au 8e tour)  | 28    |

### Troisième séance, le vendredi de 11 h 00 à 12 h 00
| Pos. | Classe    | N° | Équipe                    | Temps                        | Tours |
| ---- | --------- | -- | ------------------------- | ---------------------------- | ----- |
| 1    | LMP1      | 1  | Rebellion Racing          | 1 min 57 s 120 (au 3e tour)  | 24    |
| 2    | LMP1      | 7  | Toyota Gazoo Racing       | 1 min 57 s 939 (au 17e tour) | 27    |
| 3    | LMP1      | 3  | Rebellion Racing          | 1 min 58 s 124 (au 10e tour) | 24    |
| 9    | LMP2      | 31 | DragonSpeed               | 2 min 02 s 281 (au 2e tour)  | 25    |
| 10   | LMP2      | 26 | G-Drive Racing            | 2 min 02 s 481 (au 8e tour)  | 25    |
| 11   | LMP2      | 38 | Jackie Chan DC Racing     | 2 min 03 s 357 (au 13e tour) | 25    |
| 17   | LMGTE Pro | 67 | Ford Chip Ganassi Team UK | 2 min 13 s 693 (au 8e tour)  | 21    |
| 18   | LMGTE Pro | 82 | BMW Team MTEK             | 2 min 14 s 225 (au 3e tour)  | 24    |
| 19   | LMGTE Pro | 66 | Ford Chip Ganassi Team UK | 2 min 14 s 249 (au 9e tour)  | 24    |
| 23   | LMGTE Am  | 77 | Dempsey-Proton Racing     | 2 min 15 s 410 (au 8e tour)  | 15    |
| 26   | LMGTE Am  | 88 | Dempsey-Proton Racing     | 2 min 15 s 586 (au 12e tour) | 22    |
| 27   | LMGTE Am  | 90 | TF Sport                  | 2 min 15 s 778 (au 2e tour)  | 23    |

## Qualifications

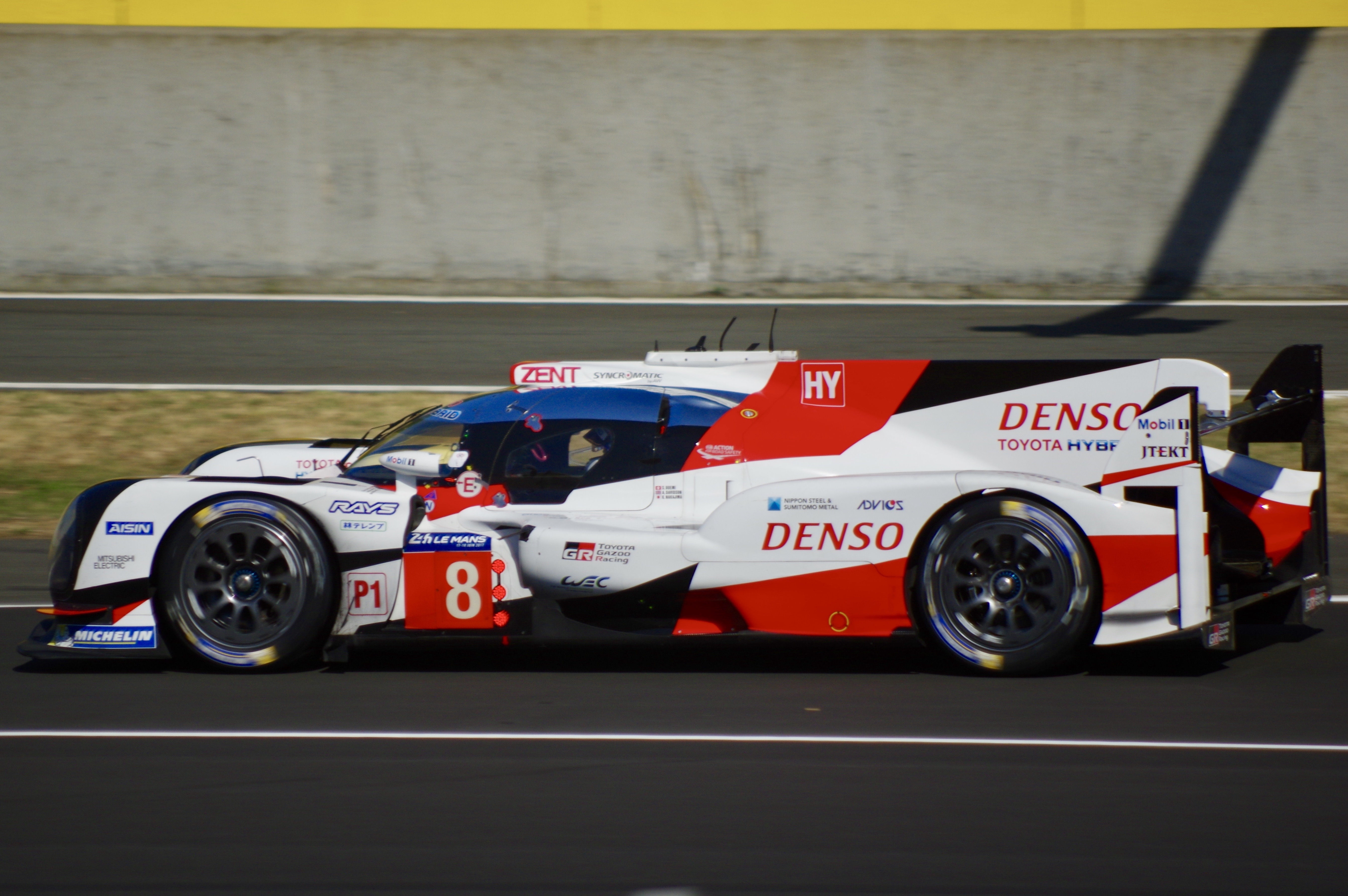
Toyota TS050 Hybrid n°8 aux 24 Heures du Mans 2017

Sous un ciel bleu et une température de 20 °C, les séances qualificatives des LMP1 et LMP2 ont été mouvementées et perturbées par deux drapeaux rouges. Le premier provoqué par l’arrêt en piste dès son tour de lancement de Stéphane Sarrazin avec la BR1 n°10 du SMP Racing pour cause de défaillance de la voiture puis quelques minutes plus tard, par la grosse sortie de piste de Pietro Fittipaldi. Sa BR1 a subitement décroché dans le raidillon de l'Eau Rouge, avant de taper de face les murs de pneus ; ce décrochage serait dû à une panne électrique. Souffrant d'une fracture ouverte de la jambe gauche, le pilote a été opéré dans la foulée,
Entre les deux neutralisations, les deux Toyota TS050 Hybrid ont effectué leurs premières tentatives et ont fait tomber les chronos sans toutefois battre le record de la catégorie établi sur le circuit. Sur la Toyota n°7, Mike Conway avait tout d'abord tourné en 1 min 54 s 679. Kamui Kobayashi lui avait ensuite succédé et avait amélioré la référence en 1 min 54 s 488, soit un meilleur temps moyen en 1 min 54 s 583. La n°8 partagée par Fernando Alonso et Kazuki Nakajima avait concédé 0 s 379. Les deux Rebellion R13 se sont retrouvées plus loin sur la deuxième ligne. La n°1 avait terminé la session à 1 s 842, la n°3 à 2 s 409. Cinquième temps pour la BR1 du SMP Racing de Mikhail Aleshin et de Vitaly Petrov à 3 s 664. L’ENSO CLM P1/01 du ByKolles Racing Team bien qu'à 4 s 114 du temps de référence a réalisé une progression de 5 s par rapport à ses performances de 2017.

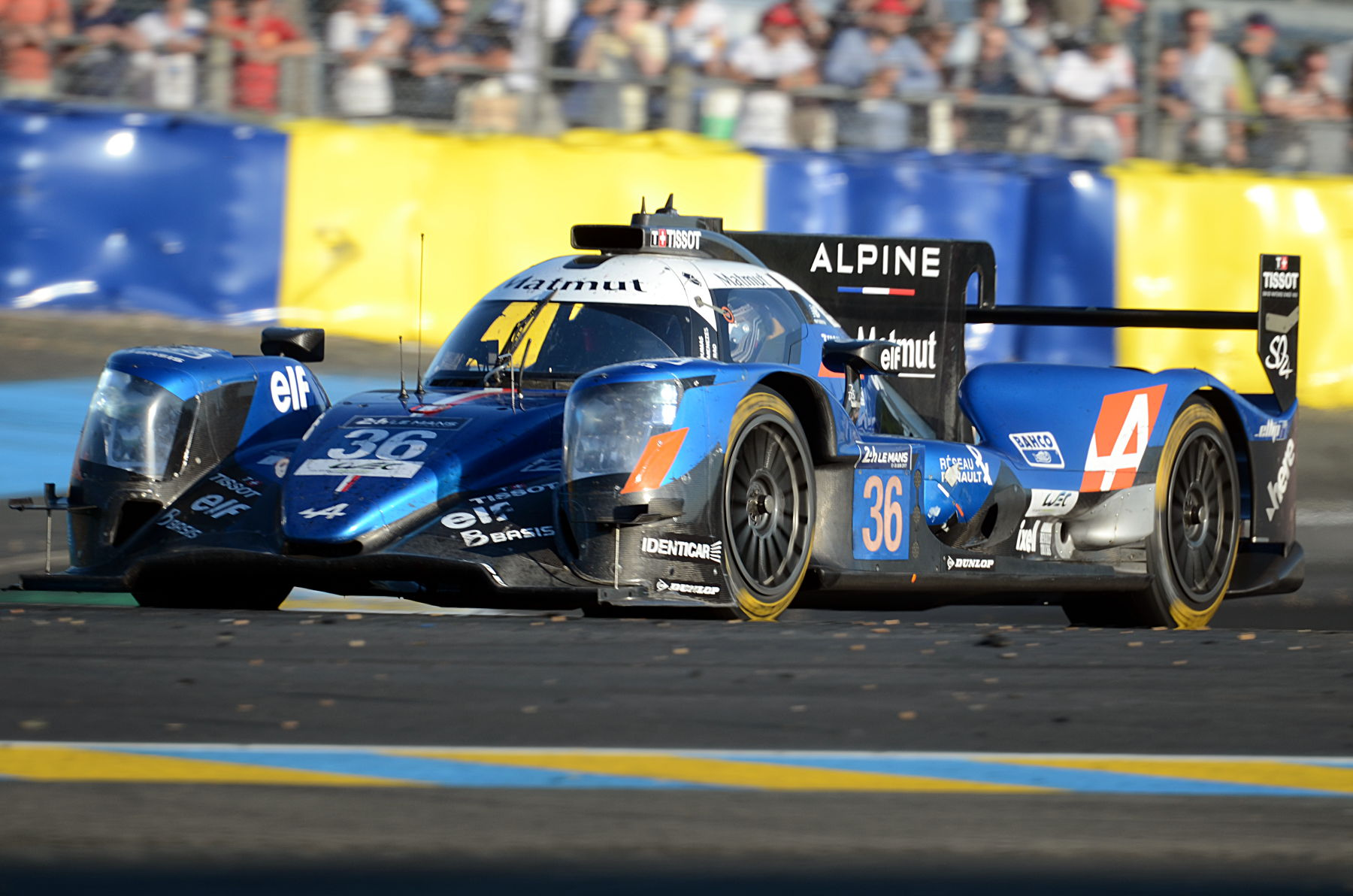
Alpine A470 de l'écurie Signatech Alpine Matmut

En LMP2, l’Alpine A470 du Signatech-Alpine, pilotée par Pierre Thiriet et Nicolas Lapierre, signa le meilleur temps en 2 min 02 s 405 en devançant les voitures du G-Drive Racing, Jackie Chan DC Racing et du DragonSpeed. La séance a été perturbée par un contact maladroit à la fin de la séance entre Roberto González et Romano Ricci à l'arrêt de bus conduisant à un tête-à-queue. Les deux voitures ont pu reprendre la piste.
En LMGTE Pro, comme on pouvait s'attendre après les essais libres, les qualifications ont été très disputées et la pole s’est disputée entre les Ford GT et les Porsche 911 RSR. Dès la première partie des qualifications, les Ford GT ont pris les avant-postes, a commencé par la n° 66 placée en pole provisoire par Olivier Pla en 2 min 12 s 420, devant la voiture sœur n°67 pilotée par Andy Priaulx en 2 min 12 s 604. Les deux Porsche ont suivi à une demi-seconde. Les écarts se sont ensuite réduits lorsque les seconds pilotes ont pris le volant. Ainsi, Harry Tincknell a pu faire la différence et s’octroyer la pole position avec un meilleur temps moyen en 2 min 12 s 947 pour le compte de la Ford n°67, au nez et à la barbe de ses coéquipiers de la voiture sœur n°66, qui échouent à seulement 83 millièmes (2 min 13 s 030). Gimmi Bruni et Richard Lietz ont hissé la Porsche 911 RSR n°91 au troisième rang, à seulement 87 millièmes de la pole, devant la Porsche 911 RSR n°92, quatrième à 4 dixièmes.
En LMGTE Am, La Porsche 911 RSR n°88/ du Dempsey-Proton Racing a été une bonne prétendante pour la pole avec comme la pole provisoire signé par Matteo Cairoli. Mais, pour cause de non-respect des limites de la piste, son temps a été annulé. C’est donc la voiture sœur n°77 qui a raflé la mise devant l’Aston Martin Vantage GTE n°98 et la Porsche 911 RSR n°56 du Team Project 1,,.
| Pos. | Classe    | N° | Équipe                    | Pilote               | Temps                       | Grille |
| ---- | --------- | -- | ------------------------- | -------------------- | --------------------------- | ------ |
| 1    | LMP1      | 8  | Toyota Gazoo Racing       | Kazuki Nakajima      | 1 min 54 s 962 (au 3e tour) | 1      |
| 2    | LMP1      | 1  | Rebellion Racing          | Bruno Senna          | 1 min 56 s 425 (au 3e tour) | 2      |
| 3    | LMP1      | 3  | Rebellion Racing          | Thomas Laurent       | 1 min 56 s 992 (au 3e tour) | 3      |
| 4    | LMP1      | 11 | SMP Racing                | Vitaly Petrov        | 1 min 58 s 247 (au 3e tour) | 4      |
| 5    | LMP1      | 4  | Bykolles Racing Team      | Tom Dillmann         | 1 min 58 s 697 (au 3e tour) | 5      |
| 6    | LMP2      | 36 | Signatech Alpine Matmut   | Nicolas Lapierre     | 2 min 02 s 405 (au 3e tour) | 6      |
| 7    | LMP2      | 26 | G-Drive Racing            | Jean-Éric Vergne     | 2 min 02 s 429 (au 3e tour) | 7      |
| 8    | LMP2      | 38 | Jackie Chan DC Racing     | Ho-Pin Tung          | 2 min 02 s 824 (au 3e tour) | 8      |
| 9    | LMP2      | 37 | Jackie Chan DC Racing     | Jazeman Jaafar       | 2 min 03 s 023 (au 3e tour) | 9      |
| 10   | LMP2      | 31 | DragonSpeed               | Pastor Maldonado     | 2 min 03 s 420 (au 3e tour) | 10     |
| 11   | LMP2      | 28 | TDS Racing                | Matthieu Vaxiviere   | 2 min 04 s 703 (au 3e tour) | 11     |
| 12   | LMP2      | 29 | Racing Team Nederland     | Giedo Van der Garde  | 2 min 05 s 502 (au 3e tour) | 12     |
| 13   | LMP2      | 50 | Larbre Compétition        | Julien Canal         | 2 min 05 s 739 (au 3e tour) | 13     |
| 14   | LMGTE-Pro | 67 | Ford Chip Ganassi Team UK | Andy Priaulx         | 2 min 12 s 947 (au 3e tour) | 14     |
| 15   | LMGTE-Pro | 66 | Ford Chip Ganassi Team UK | Olivier Pla          | 2 min 13 s 030 (au 3e tour) | 15     |
| 16   | LMGTE-Pro | 91 | Porsche GT Team           | Richard Lietz        | 2 min 13 s 034 (au 3e tour) | 16     |
| 17   | LMGTE-Pro | 92 | Porsche GT Team           | Michael Christensen  | 2 min 13 s 352 (au 3e tour) | 17     |
| 18   | LMGTE Pro | 82 | BMW Team MTEK             | Tom Blomqvist        | 2 min 14 s 017 (au 3e tour) | 18     |
| 19   | LMGTE Pro | 51 | AF Corse                  | James Calado         | 2 min 14 s 385 (au 3e tour) | 19     |
| 20   | LMGTE Pro | 71 | AF Corse                  | Davide Rigon         | 2 min 15 s 104 (au 3e tour) | 20     |
| 21   | LMGTE Pro | 97 | Aston Martin Racing       | Maxime Martin        | 2 min 15 s 127 (au 3e tour) | 21     |
| 22   | LMGTE Pro | 81 | BMW Team MTEK             | Martin Tomczyk       | 2 min 15 s 142 (au 3e tour) | 22     |
| 23   | LMGTE Pro | 95 | Aston Martin Racing       | Marco Sørensen       | 2 min 16 s 004 (au 3e tour) | 23     |
| 24   | LMGTE Am  | 77 | Dempsey-Proton Racing     | Christian Ried       | 2 min 16 s 357 (au 3e tour) | 24     |
| 25   | LMGTE Am  | 98 | Aston Martin Racing       | Pedro Lamy           | 2 min 16 s 359 (au 3e tour) | 25     |
| 26   | LMGTE Am  | 56 | Team Project 1            | Jörg Bergmeister     | 2 min 16 s 637 (au 3e tour) | 26     |
| 27   | LMGTE Am  | 88 | Dempsey-Proton Racing     | Matteo Cairoli       | 2 min 16 s 768 (au 3e tour) | 27     |
| 28   | LMGTE Am  | 90 | TF Sport                  | Euan Alers-Hankey    | 2 min 17 s 627 (au 3e tour) | 28     |
| 29   | LMGTE Am  | 70 | MR Racing                 | Olivier Beretta      | 2 min 18 s 512 (au 3e tour) | 29     |
| 30   | LMGTE Am  | 54 | Spirit of Race            | Giancarlo Fisichella | 2 min 18 s 917 (au 3e tour) | 30     |
| 31   | LMGTE Am  | 61 | Clearwater Racing         | Matthew Griffin      | 2 min 19 s 445 (au 3e tour) | 31     |
| 32   | LMP1      | 10 | DragonSpeed               | Pietro Fittipaldi    | 1 min 59 s 158 (au 3e tour) | 32     |
| 33   | LMGTE Am  | 86 | Gulf Racing UK            | Ben Barker           | 2 min 15 s 332 (au 3e tour) | 33     |
| 34   | LMP1      | 17 | SMP Racing                | Panne                | Panne                       | 34     |
| 35   | LMP1      | 5  | CEFC TRSM Racing          | Retiré               | Retiré                      | 35     |
| 36   | LMP1      | 6  | CEFC TRSM Racing          | Retiré               | Retiré                      | 36     |
| 37   | LMP1      | 7  | Toyota Gazoo Racing       | Temps annulés        | Temps annulés               | 37     |

- Les temps de la Toyota TS050 Hybrid n°7 ont été annulés pour cause d'une irrégularité administrative[19],[20]

## Course

### Classements intermédiaires
| Pos. | Après la 1re heure | Après la 1re heure                                                       | Après 2 heures | Après 2 heures                                                            | Après 4 heures | Après 4 heures                                                            | Après 5 heures | Après 5 heures                                                            |
| Pos. | n°                 | Voiture / Pilotes                                                        | n°             | Voiture / Pilotes                                                         | n°             | Voiture / Pilotes                                                         | n°             | Voiture / Pilotes                                                         |
| ---- | ------------------ | ------------------------------------------------------------------------ | -------------- | ------------------------------------------------------------------------- | -------------- | ------------------------------------------------------------------------- | -------------- | ------------------------------------------------------------------------- |
| 1    | 8                  | Toyota Gazoo Racing Toyota TS050 Hybrid (LMP1) Buemi - Nakajima - Alonso | 8              | Toyota Gazoo Racing Toyota TS050 Hybrid (LMP1) Buemi - Nakajima - Alonso  | 8              | Toyota Gazoo Racing Toyota TS050 Hybrid (LMP1) Buemi - Nakajima - Alonso  | 8              | Toyota Gazoo Racing Toyota TS050 Hybrid (LMP1) Buemi - Nakajima - Alonso  |
| 2    | 1                  | Rebellion Racing Rebellion R13 (LMP1) Lotterer - Senna - Jani            | 1              | Rebellion Racing Rebellion R13 (LMP1) Lotterer - Senna - Jani             | 7              | Toyota Gazoo Racing Toyota TS050 Hybrid (LMP1) Conway - Kobayashi - López | 7              | Toyota Gazoo Racing Toyota TS050 Hybrid (LMP1) Conway - Kobayashi - López |
| 3    | 3                  | Rebellion Racing Rebellion R13 (LMP1) Beche - Lapierre - Laurent         | 3              | Rebellion Racing Rebellion R13 (LMP1) Beche - Lapierre - Laurent          | 3              | Rebellion Racing Rebellion R13 (LMP1) Beche - Lapierre - Laurent          | 3              | Rebellion Racing Rebellion R13 (LMP1) Beche - Lapierre - Laurent          |
| 4    | 17                 | SMP Racing BR Engineering BR1 (LMP1) Sarrazin - Orudzhev - Isaakyan      | 17             | SMP Racing BR Engineering BR1 (LMP1) Sarrazin - Orudzhev - Isaakyan       | 1              | Rebellion Racing Rebellion R13 (LMP1) Lotterer - Senna - Jani             | 1              | Rebellion Racing Rebellion R13 (LMP1) Lotterer - Senna - Jani             |
| 5    | 4                  | ByKolles Racing Team Enso CLM P1/01 (LMP1) Webb - Dillmann - Kraihamer   | 7              | Toyota Gazoo Racing Toyota TS050 Hybrid (LMP1) Conway - Kobayashi - López | 17             | SMP Racing BR Engineering BR1 (LMP1) Sarrazin - Orudzhev - Isaakyan       | 17             | SMP Racing BR Engineering BR1 (LMP1) Sarrazin - Orudzhev - Isaakyan       |

### Classement de la course
Voici le classement officiel au terme de la course.
- Les premiers de chaque catégorie du championnat du monde sont signalés par un fond jaune.
- Pour la colonne Pneus, il faut passer le curseur au-dessus du modèle pour connaître le manufacturier de pneumatiques.

| Pos   | Classe    | no | Écurie                    | Pilotes                                                 | Châssis                          | Pneus | Tours | Temps               |
| Pos   | Classe    | no | Écurie                    | Pilotes                                                 | Moteur                           | Pneus | Tours | Temps               |
| ----- | --------- | -- | ------------------------- | ------------------------------------------------------- | -------------------------------- | ----- | ----- | ------------------- |
| 1     | LMP1      | 8  | Toyota Gazoo Racing       | Fernando Alonso Sébastien Buemi Kazuki Nakajima         | Toyota TS050 Hybrid              | M     | 163   | 6 h 00 min 50 s 702 |
| 1     | LMP1      | 8  | Toyota Gazoo Racing       | Fernando Alonso Sébastien Buemi Kazuki Nakajima         | Toyota 2.4 L V6 Bi-Turbo         | M     | 163   | 6 h 00 min 50 s 702 |
| 2     | LMP1      | 7  | Toyota Gazoo Racing       | Mike Conway Kamui Kobayashi José María López            | Toyota TS050 Hybrid              | M     | 163   | +1 s 444            |
| 2     | LMP1      | 7  | Toyota Gazoo Racing       | Mike Conway Kamui Kobayashi José María López            | Toyota 2.4 L V6 Bi-Turbo         | M     | 163   | +1 s 444            |
| 3     | LMP1      | 3  | Rebellion Racing          | Mathias Beche Thomas Laurent Gustavo Menezes            | Rebellion R13                    | M     | 161   | +2 tours            |
| 3     | LMP1      | 3  | Rebellion Racing          | Mathias Beche Thomas Laurent Gustavo Menezes            | Gibson GK458 4,5 L V8 Atmo       | M     | 161   | +2 tours            |
| 4     | LMP1      | 4  | ByKolles Racing Team      | Oliver Webb Dominik Kraihamer Tom Dillmann              | ENSO CLM P1/01                   | M     | 158   | +5 tours            |
| 4     | LMP1      | 4  | ByKolles Racing Team      | Oliver Webb Dominik Kraihamer Tom Dillmann              | Nismo VRX30A 3.0 L V6 Bi-Turbo   | M     | 158   | +5 tours            |
| 5     | LMP1      | 11 | SMP Racing                | Mikhail Aleshin Vitaly Petrov                           | BR Engineering BR1               | M     | 158   | +5 tours            |
| 5     | LMP1      | 11 | SMP Racing                | Mikhail Aleshin Vitaly Petrov                           | AER P60B 2.4 L V6 Bi-Turbo       | M     | 158   | +5 tours            |
| 6     | LMP2      | 26 | G-Drive Racing            | Roman Rusinov Jean-Éric Vergne Andrea Pizzitola         | Oreca 07                         | D     | 156   | +7 tours            |
| 6     | LMP2      | 26 | G-Drive Racing            | Roman Rusinov Jean-Éric Vergne Andrea Pizzitola         | Gibson GK428 4,2 L V8 Atmo       | D     | 156   | +7 tours            |
| 7     | LMP2      | 38 | Jackie Chan DC Racing     | Ho-Pin Tung Gabriel Aubry Stéphane Richelmi             | Oreca 07                         | D     | 156   | +7 tours            |
| 7     | LMP2      | 38 | Jackie Chan DC Racing     | Ho-Pin Tung Gabriel Aubry Stéphane Richelmi             | Gibson GK428 4,2 L V8 Atmo       | D     | 156   | +7 tours            |
| 8     | LMP2      | 36 | Signatech Alpine Matmut   | Nicolas Lapierre André Negrão Pierre Thiriet            | Alpine A470                      | D     | 156   | +7 tours            |
| 8     | LMP2      | 36 | Signatech Alpine Matmut   | Nicolas Lapierre André Negrão Pierre Thiriet            | Gibson GK428 4,2 L V8 Atmo       | D     | 156   | +7 tours            |
| 9     | LMP2      | 37 | Jackie Chan DC Racing     | Jazeman Jaafar Weiron Tan Nabil Jeffri                  | Oreca 07                         | D     | 155   | +8 tours            |
| 9     | LMP2      | 37 | Jackie Chan DC Racing     | Jazeman Jaafar Weiron Tan Nabil Jeffri                  | Gibson GK428 4,2 L V8 Atmo       | D     | 155   | +8 tours            |
| 10    | LMP2      | 28 | TDS Racing                | François Perrodo Matthieu Vaxivière Loïc Duval          | Oreca 07                         | D     | 155   | +8 tours            |
| 10    | LMP2      | 28 | TDS Racing                | François Perrodo Matthieu Vaxivière Loïc Duval          | Gibson GK428 4,2 L V8 Atmo       | D     | 155   | +8 tours            |
| 11    | LMP2      | 31 | DragonSpeed               | Roberto González Pastor Maldonado Nathanaël Berthon     | Oreca 07                         | M     | 155   | +8 tours            |
| 11    | LMP2      | 31 | DragonSpeed               | Roberto González Pastor Maldonado Nathanaël Berthon     | Gibson GK428 4,2 L V8 Atmo       | M     | 155   | +8 tours            |
| 12    | LMP2      | 50 | Larbre Compétition        | Erwin Creed Romano Ricci Julien Canal                   | Ligier JS P217                   | M     | 152   | +11 tours           |
| 12    | LMP2      | 50 | Larbre Compétition        | Erwin Creed Romano Ricci Julien Canal                   | Gibson GK428 4,2 L V8 Atmo       | M     | 152   | +11 tours           |
| 13    | LMGTE Pro | 66 | Ford Chip Ganassi Team UK | Stefan Mücke Olivier Pla Billy Johnson                  | Ford GT                          | M     | 148   | +15 tours           |
| 13    | LMGTE Pro | 66 | Ford Chip Ganassi Team UK | Stefan Mücke Olivier Pla Billy Johnson                  | Ford EcoBoost 3.5 L V6 Turbo     | M     | 148   | +15 tours           |
| 14    | LMGTE Pro | 92 | Porsche GT Team           | Michael Christensen Kévin Estre                         | Porsche 911 RSR                  | M     | 148   | +15 tours           |
| 14    | LMGTE Pro | 92 | Porsche GT Team           | Michael Christensen Kévin Estre                         | Porsche 4,0 L Flat-6 Atmo        | M     | 148   | +15 tours           |
| 15    | LMGTE Pro | 71 | AF Corse                  | Davide Rigon Sam Bird                                   | Ferrari 488 GTE Evo              | D     | 147   | +16 tours           |
| 15    | LMGTE Pro | 71 | AF Corse                  | Davide Rigon Sam Bird                                   | Ferrari F154CB 3.9 L V8 Bi-Turbo | D     | 147   | +16 tours           |
| 16    | LMGTE Pro | 91 | Porsche GT Team           | Richard Lietz Gianmaria Bruni                           | Porsche 911 RSR                  | M     | 147   | +16 tours           |
| 16    | LMGTE Pro | 91 | Porsche GT Team           | Richard Lietz Gianmaria Bruni                           | Porsche 4,0 L Flat-6 Atmo        | M     | 147   | +16 tours           |
| 17    | LMGTE Pro | 82 | BMW Team MTEK (en)        | Tom Blomqvist António Félix da Costa                    | BMW M8 GTE                       | M     | 146   | +17 tours           |
| 17    | LMGTE Pro | 82 | BMW Team MTEK (en)        | Tom Blomqvist António Félix da Costa                    | BMW S63 4.0 L V8 Bi-Turbo        | M     | 146   | +17 tours           |
| 18    | LMGTE Pro | 97 | Aston Martin Racing       | Alex Lynn Maxime Martin Jonathan Adam                   | Aston Martin Vantage AMR         | M     | 146   | +17 tours           |
| 18    | LMGTE Pro | 97 | Aston Martin Racing       | Alex Lynn Maxime Martin Jonathan Adam                   | Aston Martin 4.0 L V8 Bi-Turbo   | M     | 146   | +17 tours           |
| 19    | LMGTE Pro | 95 | Aston Martin Racing       | Marco Sørensen Nicki Thiim Darren Turner                | Aston Martin Vantage AMR         | M     | 146   | +17 tours           |
| 19    | LMGTE Pro | 95 | Aston Martin Racing       | Marco Sørensen Nicki Thiim Darren Turner                | Aston Martin 4.0 L V8 Bi-Turbo   | M     | 146   | +17 tours           |
| 20    | LMGTE Pro | 81 | BMW Team MTEK (en)        | Martin Tomczyk Nick Catsburg                            | BMW M8 GTE                       | M     | 145   | +18 tours           |
| 20    | LMGTE Pro | 81 | BMW Team MTEK (en)        | Martin Tomczyk Nick Catsburg                            | BMW S63 4.0 L V8 Bi-Turbo        | M     | 145   | +18 tours           |
| 21    | LMGTE Am  | 98 | Aston Martin Racing       | Paul Dalla Lana Pedro Lamy Mathias Lauda                | Aston Martin Vantage GTE         | M     | 144   | +19 tours           |
| 21    | LMGTE Am  | 98 | Aston Martin Racing       | Paul Dalla Lana Pedro Lamy Mathias Lauda                | Aston Martin 4.5 L V8            | M     | 144   | +19 tours           |
| 22    | LMGTE Am  | 90 | TF Sport                  | Salih Yoluc Euan Alers-Hankey Charlie Eastwood          | Aston Martin Vantage GTE         | M     | 144   | +19 tours           |
| 22    | LMGTE Am  | 90 | TF Sport                  | Salih Yoluc Euan Alers-Hankey Charlie Eastwood          | Aston Martin 4.5 L V8            | M     | 144   | +19 tours           |
| 23    | LMGTE Am  | 61 | Clearwater Racing         | Weng Sun Mok Keita Sawa Matt Griffin                    | Ferrari 488 GTE                  | M     | 143   | +20 tours           |
| 23    | LMGTE Am  | 61 | Clearwater Racing         | Weng Sun Mok Keita Sawa Matt Griffin                    | Ferrari F154CB 3.9 L V8 Turbo    | M     | 143   | +20 tours           |
| 24    | LMGTE Am  | 77 | Dempsey-Proton Racing     | Christian Ried Julien Andlauer Matt Campbell            | Porsche 911 RSR                  | M     | 142   | +21 tours           |
| 24    | LMGTE Am  | 77 | Dempsey-Proton Racing     | Christian Ried Julien Andlauer Matt Campbell            | Porsche 4,0 L Flat-6 Atmo        | M     | 142   | +21 tours           |
| 25    | LMGTE Am  | 70 | MR Racing                 | Motoaki Ishikawa Olivier Beretta Eddie Cheever III (en) | Ferrari 488 GTE                  | M     | 142   | +21 tours           |
| 25    | LMGTE Am  | 70 | MR Racing                 | Motoaki Ishikawa Olivier Beretta Eddie Cheever III (en) | Ferrari F154CB 3.9 L V8 Bi-Turbo | M     | 142   | +21 tours           |
| 26    | LMGTE Am  | 88 | Dempsey-Proton Racing     | Khalid Al-Qubaisi Giorgio Roda Matteo Cairoli           | Porsche 911 RSR                  | M     | 141   | +22 tours           |
| 26    | LMGTE Am  | 88 | Dempsey-Proton Racing     | Khalid Al-Qubaisi Giorgio Roda Matteo Cairoli           | Porsche 4,0 L Flat-6 Atmo        | M     | 141   | +22 tours           |
| 27    | LMGTE Pro | 51 | AF Corse                  | Alessandro Pier Guidi James Calado                      | Ferrari 488 GTE Evo              | M     | 139   | +24 tours           |
| 27    | LMGTE Pro | 51 | AF Corse                  | Alessandro Pier Guidi James Calado                      | Ferrari F154CB 3.9 L V8 Bi-Turbo | M     | 139   | +24 tours           |
| 28    | LMP2      | 29 | Racing Team Nederland     | Frits van Eerd Giedo van der Garde Jan Lammers          | Dallara P217                     | M     | 139   | +24 tours           |
| 28    | LMP2      | 29 | Racing Team Nederland     | Frits van Eerd Giedo van der Garde Jan Lammers          | Gibson GK428 4,2 L V8 Atmo       | M     | 139   | +24 tours           |
| 29    | LMGTE Am  | 86 | Gulf Racing UK            | Michael Wainwright Ben Barker Alex Davison              | Porsche 911 RSR                  | M     | 137   | +26 tours           |
| 29    | LMGTE Am  | 86 | Gulf Racing UK            | Michael Wainwright Ben Barker Alex Davison              | Porsche 4,0 L Flat-6 Atmo        | M     | 137   | +26 tours           |
| 30    | LMGTE Am  | 54 | Spirit of Race            | Thomas Flohr Francesco Castellacci Giancarlo Fisichella | Ferrari 488 GTE                  | M     | 136   | +27 tours           |
| 30    | LMGTE Am  | 54 | Spirit of Race            | Thomas Flohr Francesco Castellacci Giancarlo Fisichella | Ferrari F154CB 3.9 L V8 Bi-Turbo | M     | 136   | +27 tours           |
| 31    | LMGTE Am  | 56 | Team Project 1            | Jörg Bergmeister Patrick Lindsey Egidio Perfetti        | Porsche 911 RSR                  | M     | 131   | +32 tours           |
| 31    | LMGTE Am  | 56 | Team Project 1            | Jörg Bergmeister Patrick Lindsey Egidio Perfetti        | Porsche 4,0 L Flat-6 Atmo        | M     | 131   | +32 tours           |
| Dsq.  | LMP1      | 1  | Rebellion Racing          | Neel Jani André Lotterer Bruno Senna                    | Rebellion R13                    | M     | 161   | Disqualifié         |
| Dsq.  | LMP1      | 1  | Rebellion Racing          | Neel Jani André Lotterer Bruno Senna                    | Gibson GK458 4,5 L V8 Atmo       | M     | 161   | Disqualifié         |
| Abd.  | LMP1      | 17 | SMP Racing                | Stéphane Sarrazin Egor Orudzhev Matevos Isaakyan        | BR Engineering BR1               | M     | 132   | Accident            |
| Abd.  | LMP1      | 17 | SMP Racing                | Stéphane Sarrazin Egor Orudzhev Matevos Isaakyan        | AER P60B 2.4 L V6 Turbo          | M     | 132   | Accident            |
| Abd.  | LMGTE Pro | 67 | Ford Chip Ganassi Team UK | Andy Priaulx Harry Tincknell Tony Kanaan                | Ford GT                          | M     | 26    | Accident            |
| Abd.  | LMGTE Pro | 67 | Ford Chip Ganassi Team UK | Andy Priaulx Harry Tincknell Tony Kanaan                | Ford EcoBoost 3.5 L V6 Turbo     | M     | 26    | Accident            |
| Np.   | LMP1      | 10 | DragonSpeed               | Ben Hanley Henrik Hedman Pietro Fittipaldi              | BR Engineering BR1               | M     | –     | Non partant         |
| Np.   | LMP1      | 10 | DragonSpeed               | Ben Hanley Henrik Hedman Pietro Fittipaldi              | Gibson GK458 4,5 L V8 Atmo       | M     | –     | Non partant         |
| Forf. | LMP1      | 5  | CEFC TRSM Racing          | Charlie Robertson Dean Stoneman                         | Ginetta G60-LT-P1                | M     | –     | Retiré              |
| Forf. | LMP1      | 5  | CEFC TRSM Racing          | Charlie Robertson Dean Stoneman                         | Mecachrome V634P1 3.4 L V6 Turbo | M     | –     | Retiré              |
| Forf. | LMP1      | 6  | CEFC TRSM Racing          | Oliver Rowland Alex Brundle Oliver Turvey               | Ginetta G60-LT-P1                | M     | –     | Retiré              |
| Forf. | LMP1      | 6  | CEFC TRSM Racing          | Oliver Rowland Alex Brundle Oliver Turvey               | Mecachrome V634P1 3.4 L V6 Turbo | M     | –     | Retiré              |

## Pole position et record du tour
- Pole position : #8 Toyota Gazoo Racing en 1 min 54 s 962
- Meilleur tour en course : Mike Conway sur #7 Toyota Gazoo Racing en 1 min 57 s 442 au 7e tour

## Tours en tête
- #8 Toyota TS050 Hybrid - Toyota Gazoo Racing : 162 (1-34 / 36-163)[27]
- #3 Rebellion R13 - Rebellion Racing : 1 (35)

## À noter
- Longueur du circuit : 6,918 km
- Vitesse maximale enregistrée : 328.4 km/h en course (BR Engineering BR1 no 17) et 324.4 km/h en qualification (BR Engineering BR1 no 11)
- Distance parcourue par les vainqueurs : 1 141,32 km